# لوني هارود
لوني هارود (بالإنجليزية: Loni Harwood)‏ هي لاعبة بوكر أمريكية، ولدت في 20 سبتمبر 1989 في جزيرة ستاتن في الولايات المتحدة.